# Elektro-Slovenija
Elektro-Slovenija è una società statale slovena operante del settore dell'energia elettrica. 
L'azienda è stata fondata nel 1991 dal governo della Slovenia è l'unica azienda che gestisce la rete elettrica nazionale.

## Rete
ELES gestisce la rete elttrica slovena, la quale ha linee di trasmissione a 400 kV, 220 kV e 110 kV con una estensione totale di 2.587 km, l'attuale amministratore delegato della società è Aleksander Mervar.
Alla data del 2018 la società ha gestito 13.954 GWh di energia elettrica al sistema di trasmissione, di cui 13.204 GWh sono stati consegnati dal sistema di trasmissione ai consumatori.
ELES ha le seguente struttura organizzativa della rete :
400 kV: 496 km
220 kV: 300 km
110 kV: 1334 km
Vista la posizione geografoca della Slovenia, l'ente è interconnesso anche con altre reti nazionali europee :
Austria : 2x400 kV e 1x220 kV
Italia : 1x400 kV e 1x220 kV
Croazia (HOPS): 3x400 kV, 2x220 kV e 3x110 kV
Attualmente è in previsione il collegamento anche con l'Ungheria (MAVIR).